# Adolfo Costa du Rels
Adolfo Costa du Rels (* 19. Juni 1891 in Sucre; † 26. Mai 1980 in La Paz) war ein bolivianischer Schriftsteller und Politiker.

## Leben
Jules Adolfo Costa Du Rels war der Sohn von Amelia Marguerite Du Rels Medeiros und Domingo Costa, einem französischen Ingenieur. Seine Schulzeit verbrachte er auf Korsika und studierte anschließend Rechtswissenschaften an der Sorbonne in Paris. 1912 arbeitete er in Bolivien als Erdölprospektor. 1916 war er Sekretär des Incahuasi Petroleum Syndicate, im selben Jahr erwarb er die Erdölförderrechte auf 500 000 Hektar Land in der Provinz Azurduy.
1919 berief ihn José Gutiérrez Guerra in das diplomatische Corps. 1928 wurde Costa du Rels zum Finanzminister Boliviens ernannt. 1939 entsandte man ihn zum Völkerbund nach Genf; dort vertrat er sein Heimatland bis 1946. 1948 wurde er bolivianischer Außenminister. 1967 repräsentierte er Bolivien bei der UNESCO in Paris.

## Rezeption
Costa du Rels veröffentlichte sein literarisches Schaffen in französischer und spanischer Sprache. Als eines seiner bekanntesten Werke gilt der Roman „Tierras hechizadas“ von 1940, der auf Französisch bereits 1931 unter dem Titel „Terres embrasées“ veröffentlicht wurde. Darin thematisiert er einen archaischen Vater-Sohn-Konflikt. Melodramatisch beschreibt er das Leben und Wirken von Pedro Vidal, einem Großgrundbesitzer, der grausam über seine Ländereien herrscht. Er stirbt zu Tode erschrocken, als sein Sohn lebendig vor ihm erscheint, obwohl er ihn eigenhändig in eine Schlucht gestürzt hatte, um ihn zu töten.
In seinem Roman „La laguna H. 3.“ thematisiert er den Chacokrieg zwischen Bolivien und Paraguay. Auch dieser Roman wurde zuerst in französischer Sprache veröffentlicht.

## Werke (Auswahl)
Biografie
- Les croiés de la haute mer. 1953.

Erzählungen
- El embrujo del oro. 1943.
- Miskki-Simi.
- El traje de Árlequin. 1921 (zusammen mit A. Ostria Gutiérrez).

Essays
- El drama de escritor bilingue. 1942.
- Félix Avelino Aramayo y su época. 1846–1929. 1942.

Romane
- La chaskañawi. 1947.
- Coronel. 1932.
- La laguna H. 3.
- Tierras hechizadas. 1940.

Theaterstücke
- Les étendards du roi. 1957.
- Les forces du silence. 1944.
- Hacia el atardecer. 1919.